# Dichaetomyia dichaeta
Dichaetomyia dichaeta är en tvåvingeart som beskrevs av Fritz Isidore van Emden 1965. Dichaetomyia dichaeta ingår i släktet Dichaetomyia och familjen husflugor. Inga underarter finns listade i Catalogue of Life.